# Полиптих Санта-Кьяра
«Полиптих Санта-Кьяра», или «Полиптих с коронованием Богоматери со сценами из жизни Христа и святого Франциска» (итал. Polittico di Santa Chiara) — полиптих итальянского живописца Паоло Венециано (ок. 1300 — ок. 1365), представителя венецианской школы. Создан примерно в 1350 году. С 1812 года хранится в коллекции Галереи Академии в Венеции.

## История
Полиптих находился в церкви Св. Клары (ныне разрушена) в Венеции. В 1808 году центральная панель была ошибочно отправлена в Пинакотеку Брера в Милане, на её место поместили «Коронование» Стефано ди Сант’Аньезе; лишь в 1950 году разрозненный полиптих Венециано был собран в соответствии с первоначальной раскладкой.

## Описание

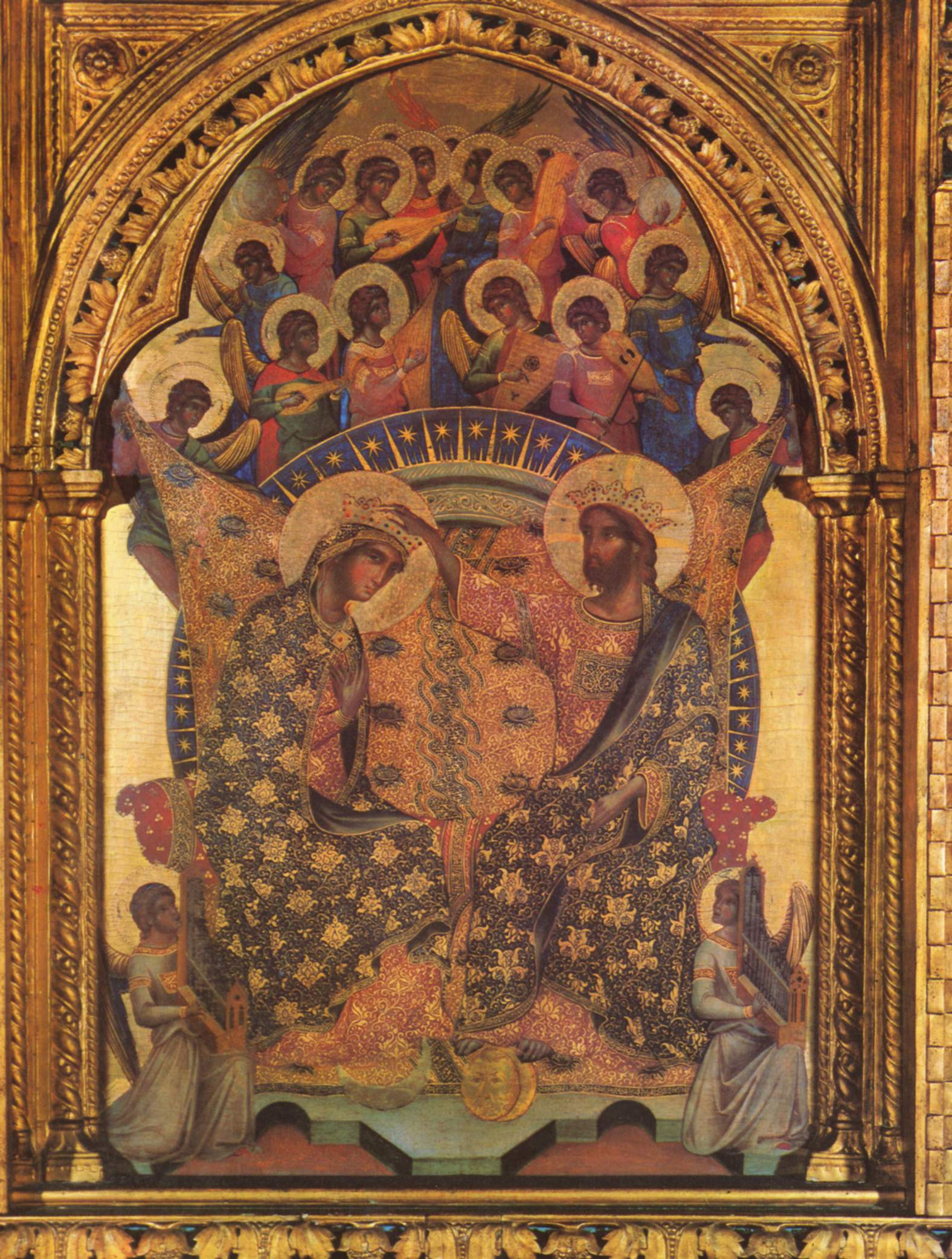
Сцена Коронования Богоматери

В центральной части полиптиха изображена сцена Коронования Богоматери. Нимбы ангелов мелким ритмом повторяют спокойные округления ореолов двух центральных фигур. Художник внес в свою сакральную живопись черты нового направления (распространенного Джотто) — повествовательность, светотеневое моделирование объёмов, намек на конкретность цвета. На боковых досках показаны сцены из жизни Иисуса Христа.
В верхней части слева изображены следующие сюжеты: «Святая Троица», «Святой Матфей», «Облачения святой Клары», «Святой Иван», «Возвращение святым Франциском одежды своему отцу», справа — «Стигматизация святого Франциска», «Святой Марк», «Смерть святого Франциска», «Святой Лука», «Христос-судья». Две фигуры над центральной доской — пророки Исаия и Даниил. В сцене смерти святого Франциска маленькую фигуру монахини на коленях идентифицируют как предполагаемую заказчицу произведения.
Полиптих демонстрирует значительное расхождение между центральной частью, отличающийся чисто византийской придворной изысканностью, и боковыми сценами, созданными под влиянием западного стиля.